# Causse Noir

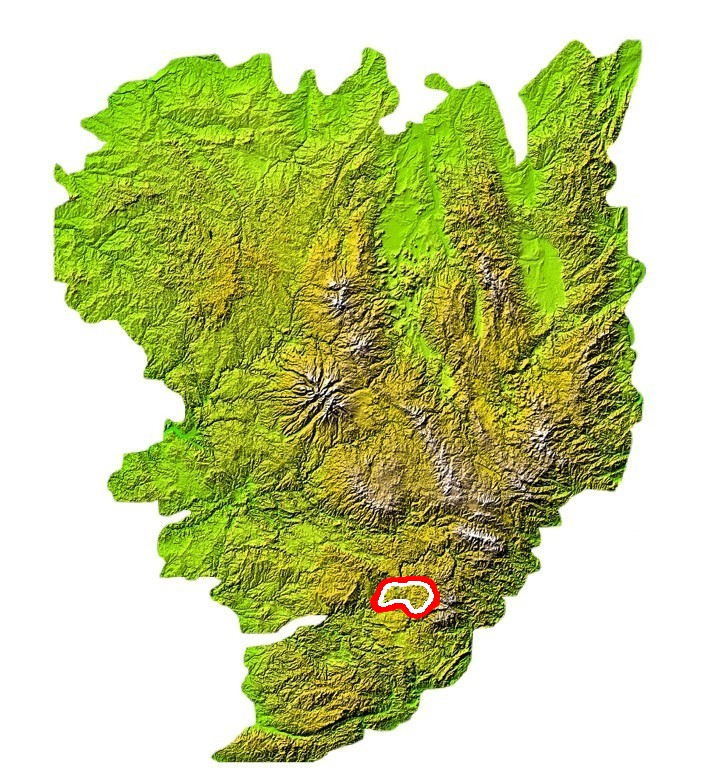
locatie in het Centraal Massief

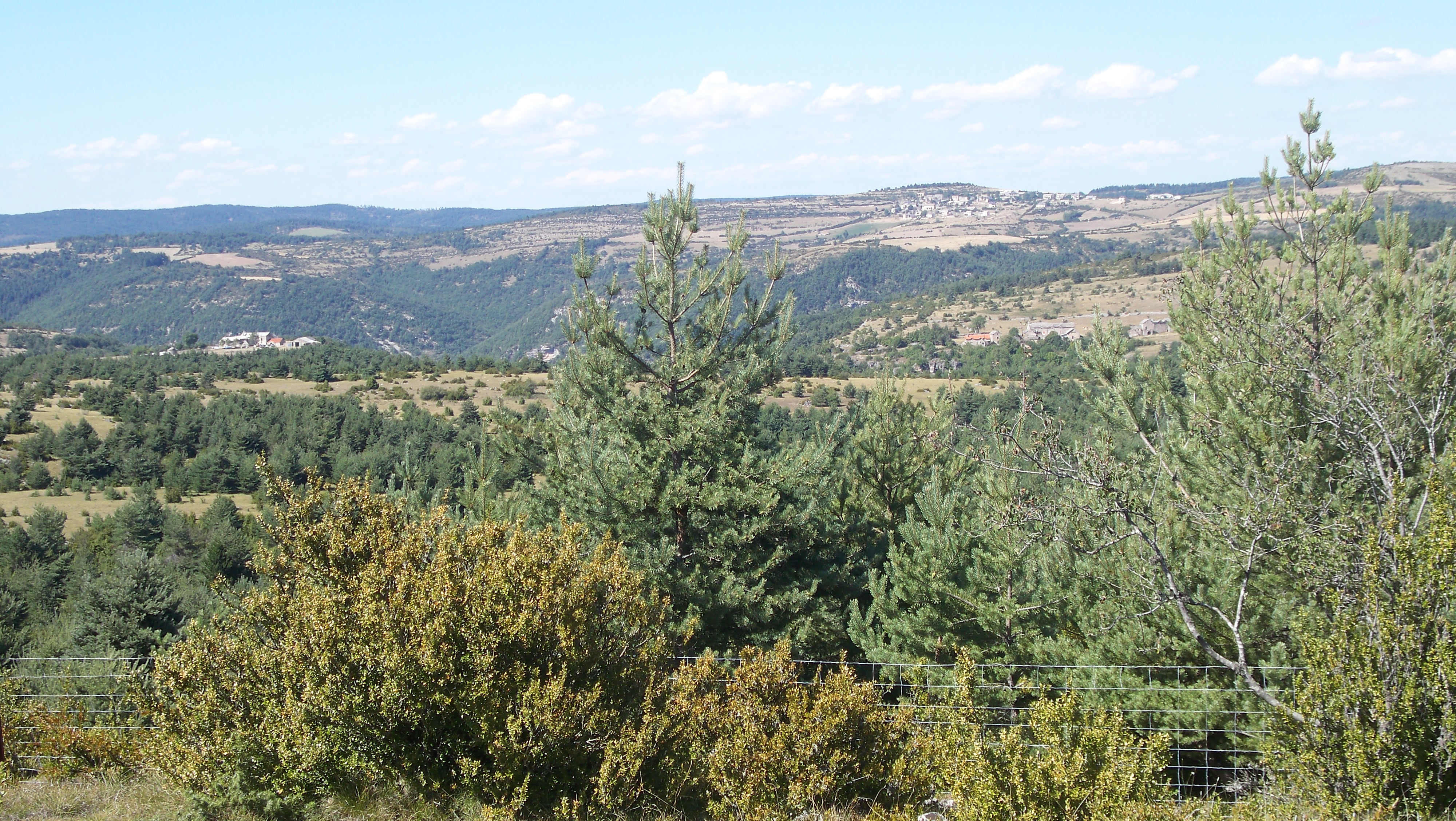
Landschap van de Causse Noir

De Causse Noir is een van de Causses of kalksteenplateaus van de Grands Causses in Zuid-Frankrijk.
Het is een kalksteenplateau. Het is onderdeel van de 'Causses en Cévennes' en staat als 'mediterraan cultureel landbouw- en weidelandschap' sinds 2011 op de Unesco Werelderfgoedlijst
Het plateau wordt in het noorden begrensd door de Gorges de la Jonte, in het oosten bij Lanuéjols door het massief van de Mont Aigoual (deel van de Cevennen), in het zuiden door de Gorges de la Dourbie en de Trèvezel en in het westen door de Tarn.

## Bezienswaardigheden
- Chaos de Montpellier-le-Vieux
- Grotte de Dargilan